# Осада, Яков Ефимович
Яков Ефимович Осада (1920, Жёлтая Река — 3 ноября 1979, Москва) — советский металлург, специалист в области чёрной металлургии, технологии и экономики трубного производства. Доктор технических наук.

## Биография
Родился в 1920 году в посёлке рудника «Жёлтая Река».
Окончил Днепропетровский металлургический институт.
Работал на Магнитогорском металлургическом комбинате мастером, старшим инженером. Работал на Первоуральском новотрубном заводе.
Во Всесоюзном научно-исследовательском трубном институте (Днепропетровск) работал инженером, директором института. Руководя ВНИТИ в течение 12 лет, Я. Е. Осада много сил и энергии вложил в восстановление и развитие его научной и опытно-производственной базы, создал ряд подразделений, сыгравших большую роль в деле научно-технического прогресса отечественной трубной промышленности.
С 1962 по 1966 год Я. Е. Осада работал начальником Управления труб и метизов Государственного комитета по чёрной и цветной металлургии при Госплане СССР. Это был орган по координации работы трубных заводов.
В 1966 году Я. Е. Осаде было поручено сформировать трубный главк при организации Министерства чёрной металлургии СССР — Главтрубосталь (Главное управление по производству стальных и чугунных труб МЧМ СССР). Под руководством Я. Е. Осады Главтрубосталь занималась созданием Волжского трубного завода, строительством новых цехов и реконструкцией производства на всех трубных заводах СССР.
С 1975 по 1979 год работал заместителем председателя Высшей аттестационной комиссии при Совете Министров СССР. Похоронен в Москве,на Кунцевском кладбище.

## Награды
- Орден Ленина;
- дважды Орден Трудового Красного Знамени;
- Орден «Знак Почёта»;
- медали.

## Память
- Именем Якова Ефимовича Осады был назван Всесоюзный научно-исследовательский трубный институт (Днепропетровск).